# Herb kraju bratysławskiego

Herb kraju bratysławskiego

Herb kraju bratysławskiego to, obok flagi, jeden z symboli tego kraju. 

## Opis herbu
W polu błękitnym złoty jeleń o srebrnym uzbrojeniu wyrastający ze srebrnego koła o ośmiu szprychach. Koło wystaje zza złotego falowanego pasa. 

## Uzasadnienie symboliki herbu
Jako że cały kraj bratysławski wchodził w przeszłości w skład tylko jednego komitatu, tak też tarcza hebowa pozbawiona jest podziału na części. Herb jest zmodernizowanym herbem komitatu Pozsony (Bratysława) (był to jednocześnie herb rodziny Pálffy). Herb ów przedstawiał złotego jelenia wyrastającego ze złotego koła  na wpół schowanego za zielonym trójwzgórzem.